# پرویز خان ضرغامی
پرویز خان ضرغامی معروف به ضرغام‌السلطان کلانتر ایل باصری در اواخر دوره قاجاریه و اوایل پهلوی بود. در زمان زمامداری او ایل باصری گسترش پیدا کرد و به مرور در صحنه سیاسی کشور برجسته شد.

## زندگی

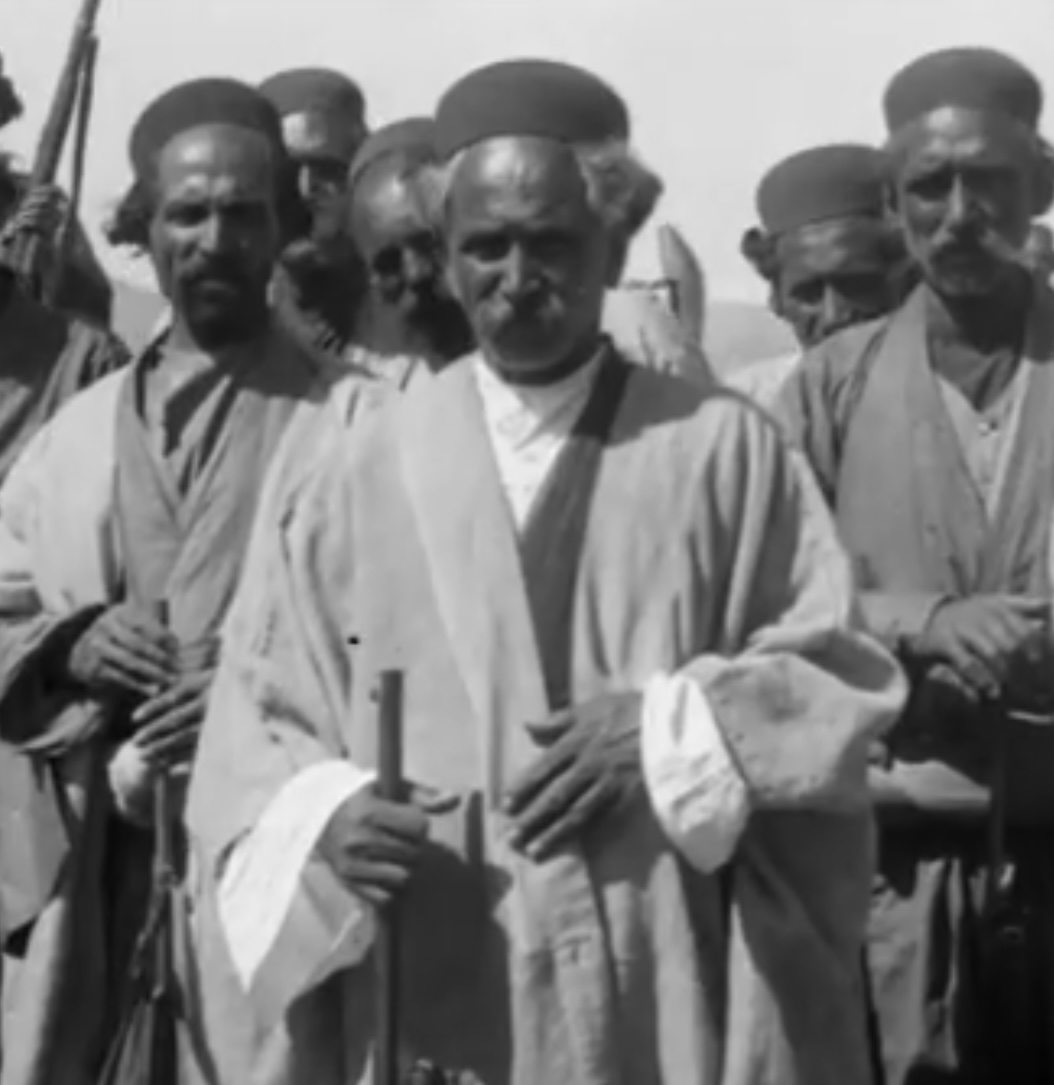
پرویز خان در ۱۳۱۰

پرویز خان پس از کناره‌گیری پدرش محمد خان معین‌العشایر در سال ۱۲۹۳ خورشیدی ریاست ایل باصری را بر عهده گرفت. او سیاست‌های پدرش را دنبال کرد و بسط و توسعه ایل در زمان او ادامه یافت و طوایف علیشاهقلی و علی قنبری در زمان زمامداری او به باصری پیوستند. اقدامات او زمینه‌ساز دشمنی خان‌های دیگر ایلات فارس با او شد و در نتیجه آن وی دو بار در آب‌سروی شیراز و کم‌زرد سیوند مورد سوءقصد نافرجام قرار گرفت.
در جریان شورش عشایری ۱۳۰۹-۱۳۰۷ فارس که در نتیجه فشارهای دولت رضاشاه بر عشایر این منطقه بود، با وجود اینکه بیشتر ایلات فارس دست به شورش زده بودند، پرویز خان اعلام بی‌طرفی کرد و باصری‌ها را از درگیری دور نگه داشت. دولت با موفقیت شورش را سرکوب کرد و سپس برای کنترل بیشتر عشایر، اقدام به خلع سلاح گسترده و یکجانشینی اجباری (تخته قاپو) آنان کرد. در این دوره پرویز خان به اتهام مخالفت با تخت قاپو بازداشت شد و تا زمان پایان آن تحت نظر بود.
او سرانجام در سال ۱۳۱۵ درگذشت و پس از او پسرش محمد خان ضرغامی کلانتری ایل را بر عهده گرفت.